# Puerto de las Palomas
Puerta de las Palomas egy 1357 méteres tengerszint feletti magasságban található közúti hágó Spanyolországban, a Grazalema Nemzeti Park területén, Grazalema és Zahara de la Sierra között. A hágóról szép kilátás nyílik északi és déli irányban is.

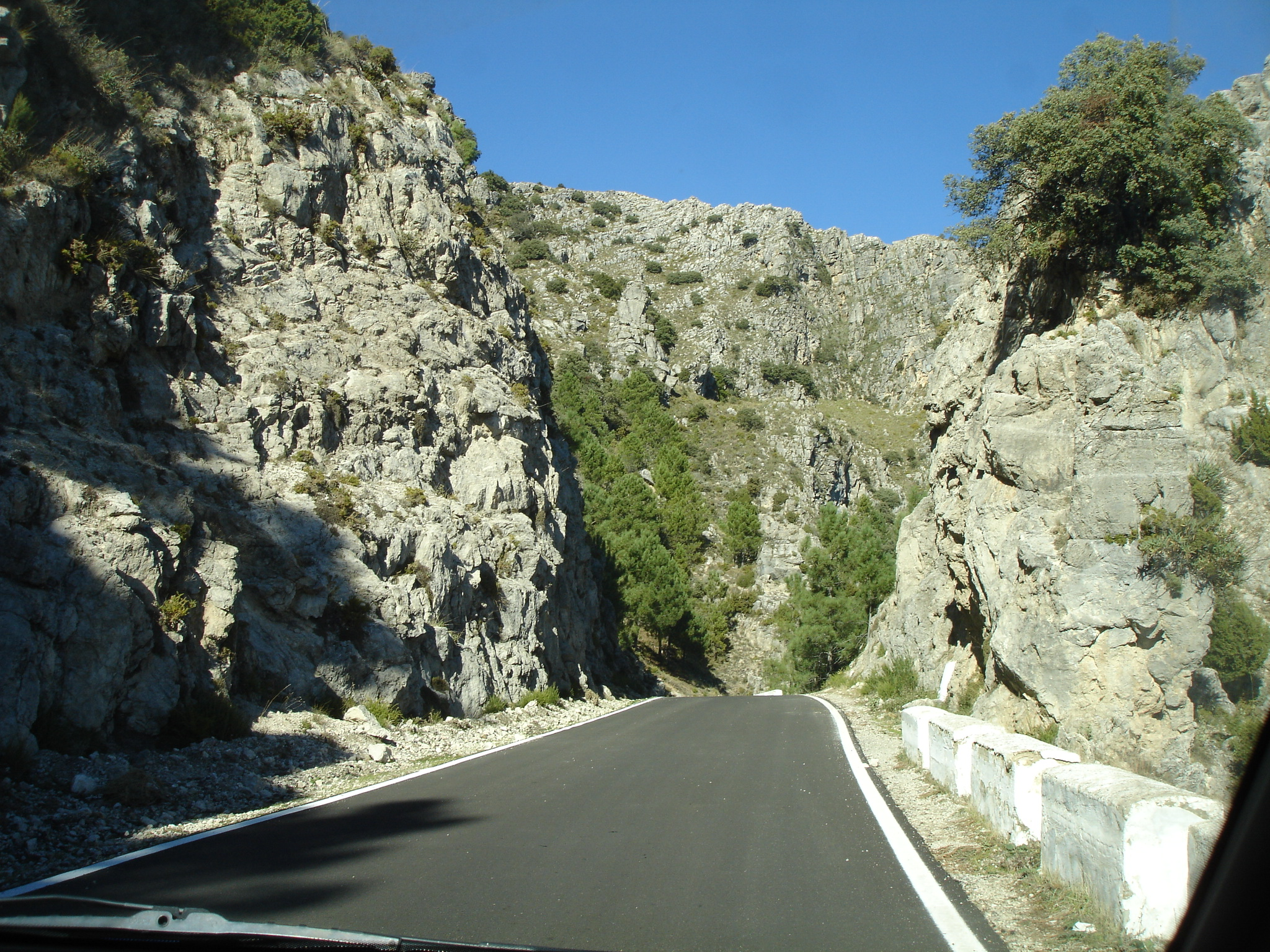
Hegyi út